# Vom Sterngucker, der in einen Brunnen fiel

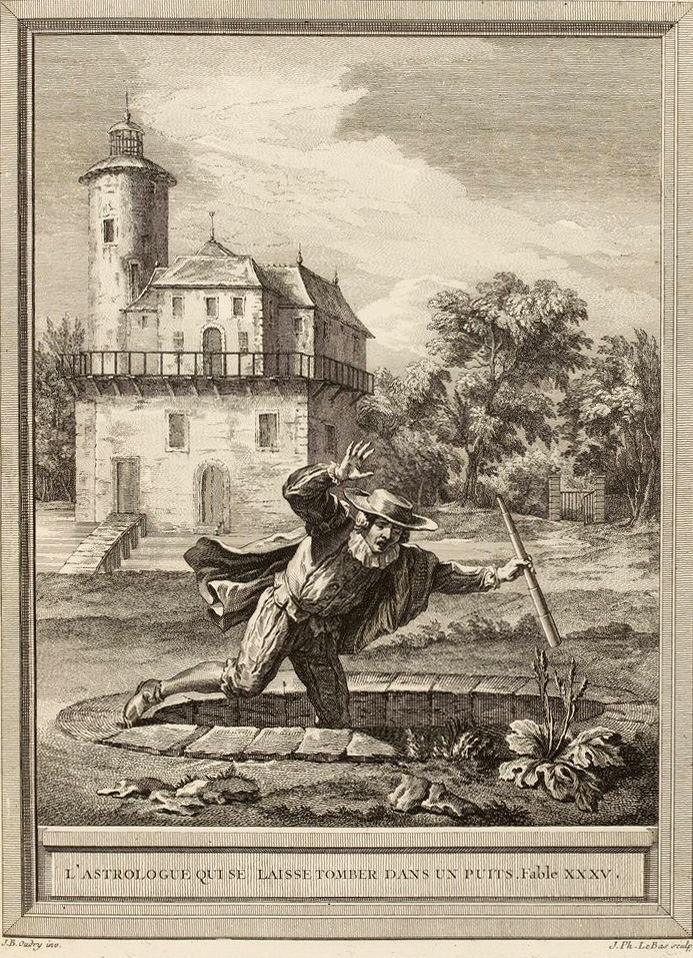
L’Astrologue qui se laisse tomber dans un puits

Vom Sterngucker, der in einen Brunnen fiel (französisch: L’Astrologue qui se laisse tomber dans un puits) ist die 13. Fabel im zweiten Buch der Fabelsammlung des französischen Dichters Jean de La Fontaine. Die eigentliche Erzählung der Fabel, die zum ersten Mal von Platon in Theaitetos (174a) und auch schon bei Äsop überliefert ist, besteht aus nur vier Versen:
Ein Astrolog fiel in den Brunnen einst.

Da sagten sie zu ihm: „Du armes Wesen,

siehst nicht, was dir zu Füßen ist, und meinst,

du könntest droben hoch am Himmel lesen!“
Die Fabel ist eine Abrechnung mit allen Abenteurern und Illusionisten, ob sie sich selber oder andere täuschen; Der Erzähler regt sich zutiefst über sie auf (je m’emporte un peu trop), sie sind für ihn nur „Windbeutel und Scharlatane“. Der Spekulant, der ins Wasser fiel, ist für den Dichter der Inbegriff aller Träumer.
La Fontaine verspottet in dieser Fabel alle, die sich mit „himmlischen Auguren“ abgeben. Er argumentiert, dass es keine Wissenschaft der Astrologie und Wahrsagerei geben kann, weil die Zukunft für unsere Sinne und unser Verständnis nicht zugänglich ist. Man könne jedoch selbst die Bewegungen der Himmelskörper beobachten – den Auf- und Untergang der Sonne oder den Verlauf der Jahreszeiten. Abschließend konstatiert der Fabulist, die Besessenheit, sich die Zukunft vorhersagen zu lassen, um imaginäre Gefahren abzuwehren (die auf jeden Fall außerhalb ihrer Kontrolle liegen), sei nur der Versuch, den dringlicheren und unmittelbareren Anforderungen des gegenwärtigen Augenblicks auszuweichen.
Heinrich Hoffmann (1809–1894) greift das Motiv im Hans-guck-in-die-Luft auf.